# Curt Netto
Curt Adolph Netto (21 août 1847 – 7 février 1909) est un métallurgiste allemand qui fut conseiller étranger au Japon pendant l'ère Meiji. C'est un précurseur de l'utilisation industrielle de l'aluminium.

## Biographie
Netto voit le jour à Freiberg en Saxe, où son père, Gustav Adolph Netto est fonctionnaire dans l'exploitation minière. Quand il est enfant, lui et sa famille déménagèrent à Schneeberg mais reviennent à Freiberg en 1860. Il étudie à l'école des mines de Freiberg de 1864 à 1869, puis se porte volontaire pour l'armée et est incorporé dans les troupes de montagnes. Il participe à la guerre franco-prussienne de 1870-71, et est décoré de la Croix de fer (2e classe). Après la guerre, en 1871, il trouve un poste de chimiste dans l'atelier d'Ernst August Geitner (de) où il travaille l'émail. 
En 1873, il est recruté par le gouvernement de Meiji en qualité de conseiller étranger. Il est chargé de la modernisation de la mine de Kosaka dans le nord de l'île de Honshu où l'on exploite du plomb, du cuivre et du zinc. Il est l'un des cofondateurs de la Société Allemande d'Histoire Naturelle et d'Ethnologie Asiatique (Deutsche Gesellschaft für Natur- und Völkerkunde Ostasiens).
Les mines où ils travaillent sont privatisées en 1877, et Netto s'installe à Tokyo où il enseigne la métallurgie à l'université impériale de Tokyo à partir de 1878. Il prend une année sabbatique en 1882-1883 pour voyager en Europe, au Mexique et aux États-Unis. En juin 1885, l'empereur Meiji lui décerna l'ordre du Soleil Levant. Le contrat de Netto à l'université de Tokyo expira en 1885, il rentre donc en Allemagne en 1886. Cependant, peu après son retour, il est forcé de vendre sa grande collection d'estampes japonaises car il perd toutes ses économies lors de la faillite de sa banque.
Après avoir brièvement travaillé à Paris, Netto trouve un emploi dans l'entreprise Krupp où il reste de 1887 à 1889, et où surtout il met au point un nouveau procédé pour produire de l'aluminium par réduction du sodium contenu dans la cryolite. Ce procédé révolutionnaire qu'il brevète permet de réduire drastiquement les coûts de production de l'aluminium, qui est à l'époque plus recherché que l'or en raison de sa rareté et de la difficulté à le produire. Cependant, le procédé de Netto est rapidement dépassé par la méthode de fusion d'électrolyses. En 1889, sur les recommandations de l'éminent chimiste Clemens Winkler, Netto accepte le poste de directeur du département technique de Metallgesellschaft à Francfort,.
Netto se marie en 1899 et a trois enfants. Il se retire de la vie active en 1902 pour raisons de santé et réside au spa de Bad Nauheim dans l'Hesse à partir de 1906. Il meurt le 7 février 1909 à l'âge de 61 ans.

## Publications
Netto publia deux ouvrages sur son expérience au Japon :
- Papierschmetterlinge aus Japan (Papillons en papier du Japon) 1888.
- Japanischer Humor, 1901